# Олександр Ващук

## Біографія
Спортсмен паралімпієць, народився 22 липня 1998 року в місті Володимирі Волинської області, українець.

У 2016 році закінчив 11 класів з відзнакою та золотою медаллю. Повну вищу освіту отримав у Луцькому інституті розвитку людини Університету "Україна", за фахом комп'ютерна інженерія та програмування.

У 2018 році був зарахований у резервний склад збірної параолімпійської команди України. Види спорту в яких виступав: біатлон, лижні перегони, плавання.

Пересуваючись у колісному кріслі, він бере участь у різних змаганнях. Має дипломи та медалі за участь у марафоні “На хвилях Світязя” Київському ультрамарафоні, Луцькому півмарафоні.

Спортсмен займається плаванням. Серед усіх хобі - читання, програмування, криптовалюта, вивчення мов. Досконало володіє англійською та польською мовами,  вивчає іспанську.

Працює наразі Олександр в сфері IT. 

## Досягнення
14 липня 2024 року Олександр Ващук на стадіоні Олімп міста Володимир встановив рекорд України в номінації «Вихід силою на турнік». Він здійснив найбільшу кількість виходів силою на дві руки на турнік: 285 разів за 60 хвилин. Посвідчення рекордсмена спортсмену вручила керівник Національного реєстру рекордів України Лана Вєтрова.

Мета рекорду: привернути увагу суспільства до потреб людей з інвалідністю і підтримати воїнів, які зазнали поранень, втратили кінцівки й заново вчаться жити зі своїми травмами, будувати майбутнє, досягати цілей, долати страхи, спонукаючи оточення до змін у тому числі й у плані інклюзивності та доступності.

Олександр Ващук продовжує тренуватися та планує потрапити до книги рекордів Гіннеса.
1. ↑  285 “підтягувань” за годину: волинянин Олександр Ващук поставив національний рекорд - Cтиль життя. Експрес онлайн (укр.). Процитовано 13 серпня 2024.
2. ↑  Спортсмен з інвалідністю встановив рекорд України з підтягування на турніку. life.pravda.com.ua. Процитовано 13 серпня 2024.
3. ↑  Національний рекорд встановлено, тепер у планах світовий | Слово Правди - Володимирське видання (укр.). 21 липня 2024. Процитовано 13 серпня 2024.
4. ↑  Новий рекорд України з підтягувань встановив чоловік з інвалідністю. ТСН.ua (укр.). 17 липня 2024. Процитовано 13 серпня 2024.
5. ↑  Світлана, Коширець. Спортсмен Олександр Ващук став рекордсменом України. volodymyrrada.gov.ua (укр.). Процитовано 13 серпня 2024.
6. ↑  Романчук, Людмила (6 серпня 2024). В житті нічого не дається легко, - володимирчанин з інвалідністю Олександр Ващук розповів, як йшов до встановлення рекорду | БУГ - bug.org.ua. БУГ - інформаційний сайт Західної Волині (укр.). Процитовано 13 серпня 2024.